# Prêmio Jovem Cientista
Prêmio Jovem Cientista é considerado um dos principais prêmios no campo das ciências no Brasil. Foi criado pelo Conselho Nacional de Desenvolvimento Científico e Tecnológico (CNPq) em 1981, com o intuito de incentivar a pesquisa científica no Brasil. O primeiro parceiro a participar do projeto foi a Fundação Roberto Marinho e, logo depois, em 1988, o prêmio ganhou a participação da empresa Gerdau. No ano de 2011, a multinacional GE entrou no time de patrocinadores do prêmio.
Em 31 anos de existência, o Prêmio Jovem Cientista já teve mais de 17 mil trabalhos inscritos; premiou 167 estudantes e pesquisadores, concedendo o mesmo número de bolsas de estudos. Mobiliza, todo ano, 25 mil escolas do ensino médio e envolve mais de três mil instituições de pesquisa e ensino da ciência em seu processo de divulgação. Na edição de 2011, que teve como tema "cidades sustentáveis", o prêmio bateu o próprio recorde de trabalhos inscritos - 2.321 trabalhos de pesquisa; destes, 1.967 de estudantes do ensino médio.
O Prêmio Jovem Cientista é entregue pelo(a) presidente(a) da república, no Palácio do Planalto, sempre no fim do ano. As categorias são: Estudante do ensino médio; estudante do ensino superior; graduado e menção honrosa. Os vencedores ganham bolsas de estudo do CNPq e também prêmios em dinheiro e computadores. As escolas participantes, assim como os professores-orientadores, também são premiados.

## Temas
Cada edição do Prêmio Jovem Cientista aborda um tema, selecionado pelos parceiros responsáveis pela realização do Prêmio - CNPq, Fundação Roberto Marinho, Gerdau e GE.
Entre os temas já abordados pelo Prêmio Jovem Cientista estão: Telecomunicações; energia; qualidade dos alimentos; endemias e saúde humana; reciclagem de rejeitos industriais; oceanos como fonte de alimentos; educação para reduzir as desigualdades sociais; cidades sustentáveis e inovação tecnológica nos esportes. Em 2012 a aluna Bianca Valeguzki de Oliveira trouxe o prêmio pela primeira vez ao estado do Mato Grosso, orientada pelo primeiro brasileiro indicado ao "Nobel da Educação" , prof. Dr. Márcio de Andrade Batista  